# Sek Island
Sek Island (zuvor Skobelew-Insel genannt) ist eine Insel, die zur Madang Province von Papua-Neuguinea gehört. Die Insel liegt in der Nähe von Alexishafen nördlich der Astrolabe Bay und gehört zu den Inseln, die der Küste in dieser Gegend vorgelagert sind. Sek Island ist die größte dieser Inseln.

## Geographie
Die Insel liegt in der Bismarcksee und schirmt den westlich der Insel gelegenen Sek Harbour von dieser ab. Nördlich der Insel verläuft der Ottilien Pass, eine Durchfahrt, die die Insel vom Festland Papua trennt. An der längsten Stelle ist sie etwa drei Kilometer lang und etwa einen Kilometer breit und überwiegend von Flachland und andesitischen Erhebungen sowie von Korallenkalken geprägt.

## Geschichte
1883 besuchte die russische Korvette Skobelew unter Kapitän Wadim Wassiljewitsch Blagodarew den Sek Harbour. Die vorgelagerte Insel erhielt so zunächst den Namen Skobelew-Insel. Heute wird sie Sek-Insel genannt nach der dort ansässigen Volksgruppe der Sek.
1896 begannen die Steyler Missionare ihre Missionsarbeit in Neuguinea in der Nähe der Insel. Die Missionsstation Sankt Michael in Alexishafen wurde von ihnen 1905 gegründet und entwickelte sich wirtschaftlich schnell.
Während des Ersten Weltkriegs wurde das Gebiet 1914 von Australien übernommen und war Teil des australischen Verwaltungsmandats für den gesamten Bismarck-Archipel durch den Völkerbund und nach dessen Auflösung durch die Vereinten Nationen. In den 1920er Jahren war die Insel unbewohnt.
Im Zweiten Weltkrieg wurde die Umgebung der Insel ab Dezember 1942 von Japan besetzt. 1949 fiel das Gebiet wieder an das australische Verwaltungsmandat, bis Papua-Neuguinea 1975 unabhängig wurde.